# Jean Florette
Jean Florette ist ein französischer Spielfilm aus dem Jahr 1986. Der Film ist der erste Teil der Verfilmung des Romans Die Wasser der Hügel von Marcel Pagnol. Der zweite Teil heißt Manons Rache.

## Handlung
Ein Dorf in der Provence zu Beginn des 20. Jahrhunderts. Aus der ehemals großen Familie Soubeyran sind nur César, genannt Papet, und sein Neffe Ugolin übrig geblieben. Papet ist reich und gewitzt, sein Neffe nicht allzu klug, aber bauernschlau und der einzige Erbe des alten Papet. Ugolin möchte sein Geld zukünftig mit einer Nelkenplantage verdienen und verspricht sich große Gewinne. Für den Anbau von Nelken benötigt er sehr viel Wasser; ein geeignetes Grundstück hat aber nur der Nachbar Marius. Nachdem Ugolin Papet von der Sinnhaftigkeit seines Vorhabens überzeugt hat, versuchen die beiden, den Nachbarn vom Verkauf seines Bauernhofs zu überzeugen. Marius hasst jedoch die reichen, eigensüchtigen Nachbarn und will nicht verkaufen. Papet ermordet ihn daher und lässt es wie einen Unfall aussehen. Erbin des Grundstücks ist Marius’ Tochter Florette, die vor Jahren in die Stadt gezogen ist; sie war die einzige Liebe des ewigen Junggesellen Papet. Als Papet erfährt, dass Florette inzwischen aber gestorben ist, glaubt er, dass das Grundstück an irgendwelche Stadtmenschen fällt und es leicht werden wird, es ihnen abzukaufen. Er verschließt mit Ugolin heimlich die Quelle des Grundstücks, um es wertlos zu machen.
Aus der Stadt kommt schließlich der Erbe Jean de Florette, Sohn der Florette, mit seiner Frau Aimée, einer ehemaligen Opernsängerin, und der jungen Tochter Manon, um den Bauernhof zu übernehmen. Jean ist buckelig und ein ehemaliger Finanzbeamter. Er hat neue Ideen und plant eine Kaninchenzucht; zur Fütterung der zahlreichen Kaninchen will er eine schnell wachsende asiatische Kürbisfrucht anpflanzen. Dies haben Papet und Ugolin nicht erwartet. Papet weiß jedoch, dass es nur eine Frage der Zeit ist, bis Jean scheitert, da er ja nicht genügend Wasser bekommen wird. Zunächst läuft für Jean scheinbar alles nach Plan, und seine Familie kann sich mit der Erbschaft seiner Mutter über Wasser halten. Ugolin freundet sich zum Schein mit Jean an, um alles unter Kontrolle zu halten. Er hilft dem Fremden vordergründig.
Während eines besonders trockenen Sommers muss Jean mit Esel und Eimern Wasser aus den Bergen holen, dennoch reicht das Wasser nicht, um die Ernte zu retten. Das Geld der Familie ist mittlerweile aufgebraucht. Der verzweifelte Jean beschließt, einen Brunnen zu bauen, und sucht mit einer Wünschelrute Wasser. Bei einer Sprengung beim Bau dieses Brunnens kommt es aber zu einem Unfall und Jean wird tödlich verletzt. Jeans Witwe Aimée verkauft den Hof nach der Beerdigung an Ugolin, erhält aber mit ihrer Tochter lebenslanges Wohnrecht im Haus. Nur das Land soll von Ugolin bearbeitet werden.
Zunächst geben Papet und Ugolin vor, mit verrückten Methoden nach Wasser zu suchen. Als Aimée beschließt, wieder in die Stadt zu ziehen, kann es Papet nicht abwarten, die Quelle wieder zu öffnen. Noch während die Familie des betrogenen Jean ihre Habseligkeiten packt, machen sich Papet und Ugolin daher ungeduldig an die Arbeit. Durch den Lärm wird Manon auf die beiden aufmerksam. Schockiert erkennt das Mädchen, dass es auf dem Land immer Wasser gegeben hat und die verschlagenen Nachbarn davon wussten.
Die Geschichte wird weitererzählt in dem Film Manons Rache, der ebenfalls 1986 produziert wurde.

## Musik
Jean de Florette spielt im Film Mundharmonika. Das Mundharmonikathema wird an mehreren Stellen des Films zitiert und vom belgischen Jazzmusiker Toots Thielemans gespielt. Das Leitmotiv der Musik ist der Oper Die Macht des Schicksals (La Forza del Destino) von Giuseppe Verdi entnommen.

## Kritiken
„Aufwändig inszenierter, stimmungsvoll fotografierter Heimatfilm, der trotz genauer Beobachtungen in der psychologischen Auslotung der Personen unzureichend bleibt“, urteilte das Lexikon des internationalen Films. Herausgekommen sei „[e]in episch breit angelegtes Drama mit antiquiert wirkenden Spannungseffekten“.
Der Filmkritiker Christopher Null meinte auf filmcritic.com, dieser Film sei der beste von Claude Berri, er sei extrem gut gemacht. Die Geschichte sei anrührend und prägnant, die Schauspieler Depardieu und Auteuil befänden sich auf der Höhe ihrer Leistungsfähigkeit.

## Auszeichnungen
- Prix de l’Académie nationale du cinéma 1986: Grand Prix als bester Film
- César 1987: Daniel Auteuil (Bester Hauptdarsteller)
- National Board of Review 1987: Bester ausländischer Film (gemeinsam mit Manons Rache)
- BAFTA Award 1988: Daniel Auteuil (Bester Nebendarsteller), Bester Film, Beste Kamera, Bestes adaptiertes Drehbuch
- London Critics Circle Film Awards 1988: Bester ausländischer Film des Jahres
- Die Deutsche Film- und Medienbewertung FBW in Wiesbaden verlieh dem Film das Prädikat „besonders wertvoll“.

## Synchronisation
Die deutsche Synchronfassung entstand bei der Interopa Film in Berlin.
| Rolle                           | Darsteller          | Synchronsprecher  |
| ------------------------------- | ------------------- | ----------------- |
| Jean Cadoret / Jean de Florette | Gérard Depardieu    | Manfred Lehmann   |
| César Soubeyran / Le Papet      | Yves Montand        | Gottfried Kramer  |
| Ugolin                          | Daniel Auteuil      | Stephan Schwartz  |
| Aimée Cadoret                   | Élisabeth Depardieu | Traudel Haas      |
| Pamphile                        | André Dupon         | Peter Schiff      |
| Eliacin                         | Didier Pain         | Andreas Mannkopff |